# Darney
Darney è un comune francese di 1 292 abitanti nel dipartimento dei Vosgi, regione del Grande Est.

## Società

### Evoluzione demografica
Abitanti censiti